# Creationary
Creationary ist ein Kinderspiel von Lego nach der Idee von Cynthia Bodin, Bastiaan Brederode und Cephas Howard aus dem Jahr 2009, das 2010 zum Guldbrikken Best Family Game und Årets Spill Best Children's Game nominiert wurde. Daneben wurde es im selben Jahr mit dem Deutschen Lernspielpreis ausgezeichnet.
Creationary ist für drei bis acht Spieler ab 7 Jahren konzipiert. Eine Spielrunde dauert etwa 30 bis 60 Minuten.

## Ausstattung
Neben einer Vielzahl an verschiedenen Legosteinen beinhaltet das Spiel 96 Karten in drei unterschiedlichen Schwierigkeitsgraden, einen Würfel mit angepassten Feldern (statt Augenzahlen) sowie eine Legofigur.

## Spielablauf

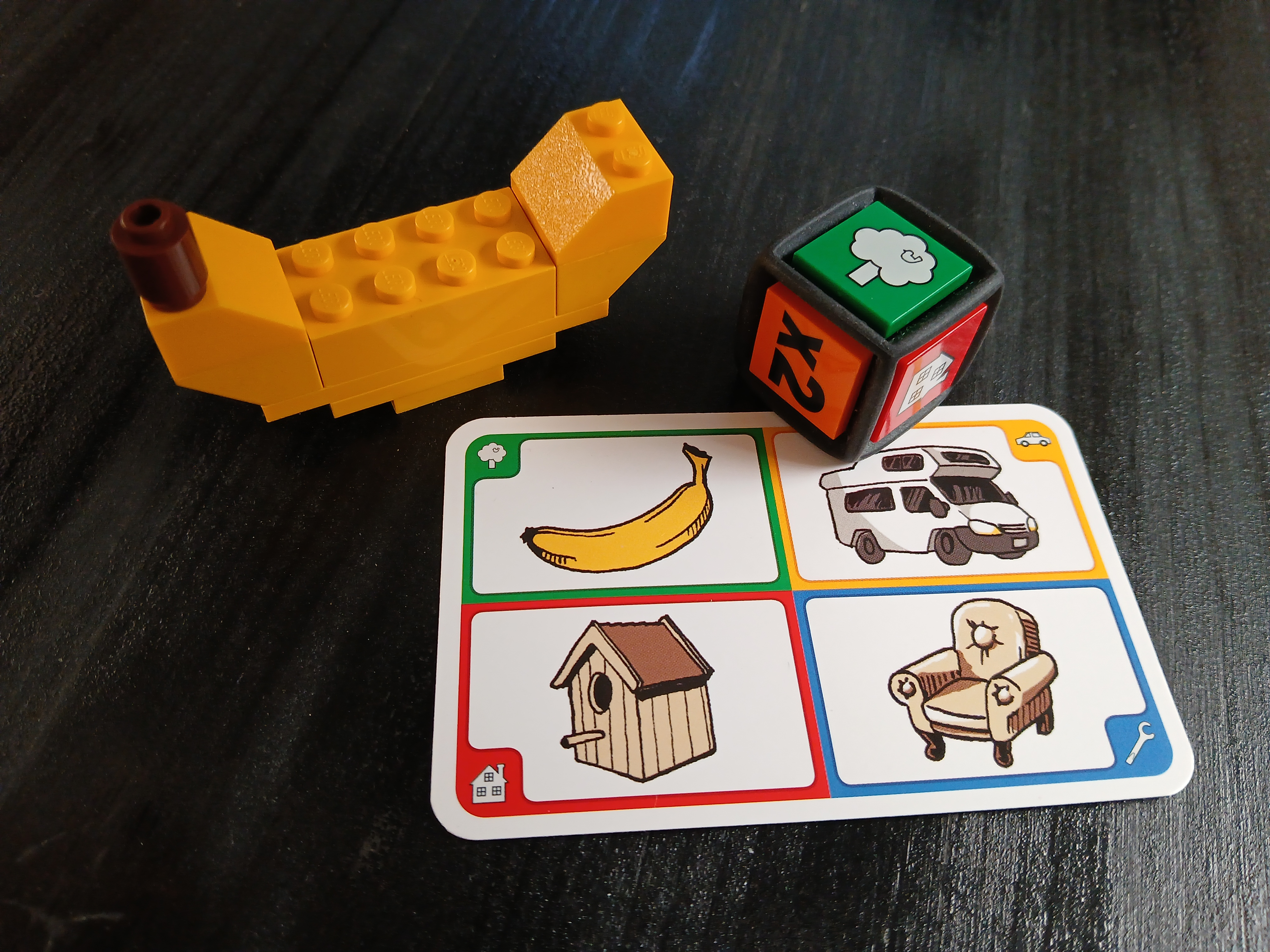
Banane, aus der Kategorie Natur, aus Legosteinen gebaut

Der älteste Spieler beginnt, indem er würfelt und die oberste Karte von einem der drei nach Schwierigkeit geordneten Kartenstapel zieht. Dabei dürfen seine Mitspieler nicht die Abbildungen auf der gezogenen Karte sehen.
Die Abbildungen auf einer Karte teilen sich in folgende vier Kategorien auf:
- Gebäude (gekennzeichnet durch rote Umrandung)
- Natur (gekennzeichnet durch grüne Umrandung)
- Fahrzeuge (gekennzeichnet durch gelbe Umrandung)
- Dinge (gekennzeichnet durch blaue Umrandung)

Je nachdem, welches Kategorie-Symbol der Spieler zuvor gewürfelt hat, baut er entweder den Begriff aus der Kategorie Gebäude, Natur, Fahrzeuge oder Dinge. Während des Bauens versuchen seine Mitspieler zu erraten, um welchen Begriff es sich dabei handelt. Wird der Begriff erraten, so hört der Spieler sofort mit dem Bauen auf und legt seine Karte vor sich ab. Der Mitspieler, der den Begriff richtig erraten hat, darf sich eine Karte mit demselben Schwierigkeitsgrad nehmen und diese ebenfalls verdeckt vor sich ablegen. Denn es gilt: Jede Karte ist einen Punkt wert.
Errät kein Mitspieler den gebauten Begriff, so erhält niemand einen Punkt und die Karte wird wieder verdeckt unter den Stapel gelegt.
Neben den vier Kategorien gibt es zwei weitere Felder auf dem Spielwürfel. Zum einen das Fragezeichen, bei welchem der Spieler die Kategorie frei wählen darf, diese aber seinen Mitspielern mitteilen muss. Zum anderen das „x2“-Feld, welches symbolisiert, dass der diese Runde zu erratende Begriff die doppelte Punktzahl verspricht. Der linke Mitspieler wählt hierbei die Kategorie aus. Nach dem Erraten eines Begriffs der „doppelten Punktzahl“ darf sich der Spieler eine weitere zusätzliche Karte vom gleichen Stapel nehmen. Ebenso erhält der Spieler, der den Begriff erraten hat, zwei Karten von diesem Stapel.

## Spielende
Das Spiel endet, sobald ein Spieler fünf Punkte erreicht hat. Dieser Spieler ist der Gewinner von Creationary.

## Erweiterte Regeln
Creationary ist so konzipiert, dass die Regeln individuell an die Spieler angepasst werden können. Beispielsweise könnte das Spielende erst beim Erreichen von zehn Punkten eingeleitet werden und die Schwierigkeit der Karten bei der Punktevergabe berücksichtigt werden. Dabei könnten einfache Karten mit nur einem Fragezeichen auf der Kartenrückseite einen Punkt zählen, während es für mittelschwere Karten (zwei Fragezeichen) zwei Punkte und für schwere Karten (drei Fragezeichen) drei Punkte gäbe.
Des Weiteren könnte das „Fragezeichen“-Feld auf dem Spielwürfel so interpretiert werden, dass der Spieler einen frei gewählten Begriff aufschreiben darf, nachdem er sich zuvor eine der vier Hauptkategorien ausgesucht hat. Er müsste seinen Mitspielern hierbei vor Baubeginn nur die gewählte Kategorie mitteilen, jedoch nicht den von ihm selbst gewählten Begriff.

## Rezeption
Auf BoardGameGeek erzielte Creationary eine Wertung von 5,9 der möglichen 10 Punkte. Das Spiel wurde 2010 mit dem Deutschen Lernspielpreis in der Kategorie „ab 9 Jahren“ ausgezeichnet.